# Kempele
Kempele é um município da província de Oulu, na Finlândia. O município está localizado no Norte do país, a sul da cidade de Oulu. A população de Kempele é de 15 738 habitantes (estimativa de março de 2010) distribuídos por uma área de 110,34 km², dos quais 0,21 km² é composto de água. A densidade populacional do município é de 143 hab/km¹.  Foi fundado em 1867.
Os municípios vizinhos de Kempele são Liminka, Oulu, Oulunsalo e Tyrnävä.

## História
Os primeiros habitantes na região de Kempele são datados há cerca de 500 anos atrás - sendo que a linha de costa naquela época era mais estreita do que é hoje. Os habitantes povoaram a região entre Liminka e Kempele. Em 1568, a região possuía apenas três residências formais, quando a área de Kempele foi reconhecida pela primeira vez em contexto oficial. Já em 1774, Kempele passou a integrar o município de Liminka, como um povoado.  A emancipação só ocorreu em 1867, quando foi criada a Administração Municipal de Kempele, formalizando a separação das duas cidades.